# Stempelmarke
Die Verwendung einer Stempelmarke ist eine Art, Gebühren (Gebührenmarke), Steuern (Steuermarke) oder Abgaben, vor allem im Verkehr mit Ämtern, bargeldlos zu entrichten. Die so entrichtete Gebühr ist die Stempelsteuer.

## Situation in Österreich
In Österreich wurden früher zahlreiche  Amtshandlungen mit Stempelmarken bezahlt. Diese Form der Zahlung galt von 1854 bis 2002.
Die erste Ausgabe der österreichischen Stempelmarken, 1854 im Kaisertum Österreich eingeführt, umfasste 21 Werte von 1 Kreuzer bis zu 20 Gulden. Es gab zahlreiche Änderungen und Nachauflagen bis 1869. Von 1868 an, in der 1867 entstandenen Doppelmonarchie Österreich-Ungarn, waren die österreichischen Stempelmarken im nunmehr innenpolitisch selbstständigen Königreich Ungarn nicht mehr in Gebrauch.
Ab 1875 erfolgte eine Änderung des Formats und des Inhalts. Die neue Serie bestand aus 28 Werten von 1/2 Kreuzer bis zu 20 Gulden in zwei verschiedenen Formaten. Die nächste Änderung erfolgte 1877, ebenfalls mit 28 Werten. Es wurde nur die Farbe und die Jahreszahl verändert. Ab 1879 gab es neue Zeichnungen in sieben verschiedenen Ausführungen mit der Jahreszahl 1879; auch diese Serie umfasste 28 Werte. Bei der nächsten Ausgabe zum 1. Jänner 1881 wurde nur die Jahreszahl ausgetauscht. Die Ausgabe vom 1. Jänner 1883 brachte außer der Änderung der Jahreszahl auch Farbänderungen mit sich. Die nächste Serie wurde am 1. Jänner 1885 herausgegeben. Zeichnung, Druck und Papier blieben gleich, die Jahreszahl und die Farben änderten sich. Die Ausgabe zum 1. März 1888 brachte in Zeichnung, Druck und Papier keine Änderung, außer der Änderung der Jahreszahl und der Farben. Die nächste Änderung erfolgte zum 1. Juni 1893. Zeichnung und Druck wie zuvor, Jahreszahl und Farbe geändert.
Mit der Umstellung der Währung vom Gulden auf die Kronenwährung, die 1892 begann und 1900 endete (Verhältnis: 1 Gulden = 2 Kronen), erfolgte zum 1. Oktober 1898 eine Veränderung der Markenbilder. Die Stückelung erfolgte von 1 Heller (das entsprach 1/2 Kreuzer) bis zu 50 Kronen (25 Gulden) und umfasste 35 verschiedene Werte. Bei der nächsten Änderung zum 1. Jänner 1910 wurde außer der Jahreszahl das Format vereinheitlicht.
Nach 1945 gab es 7, ab 1946 8, ab 1949 13 Werte von dann 10 Groschen bis 200 Schilling, zuletzt gab es 25 Werte, von 10 g bis 1000 S.
Stempelmarken mit höheren Werten hatten mit 1 oder 2 Abstufungen ein größeres Format. Sicherheitsmerkmal war ein sehr dünnes, hochtransparentes Papier, mitunter mit Wasserzeichen und jedenfalls mit über dem Klebstoff bedruckter Hinterseite. Da Stempelmarken immer auf helles Papier zu kleben sind, bleiben sie kontrastreich lesbar, das Gesamtbild ergibt sich der Überlagerung von Front- und Rückseitenbedruckung. Würde man eine – nach Befeuchten – auf ein Schriftstück aus Papier geklebte Marke mit Wasser ablösen geht die Rückseitengummierung verloren und bleibt die Rückseitenbedruckung eher auf dem Papierdokument als auf der Marke zurück.

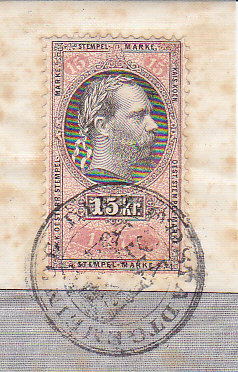
Stempelmarke 1878
Stempelmarke um 1946 (32,8 × 27,5 mm)[2]
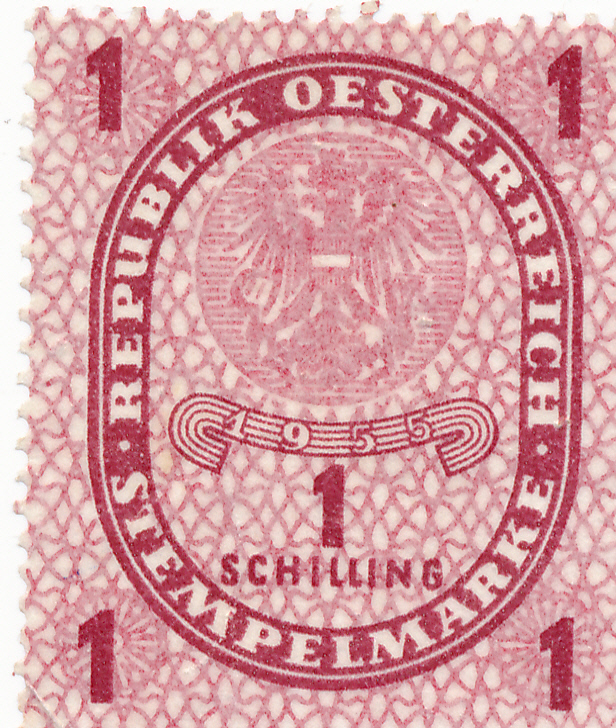
Stempelmarke 1955
Stempelmarke bis 2002 (50 × 31,8 mm)[3]
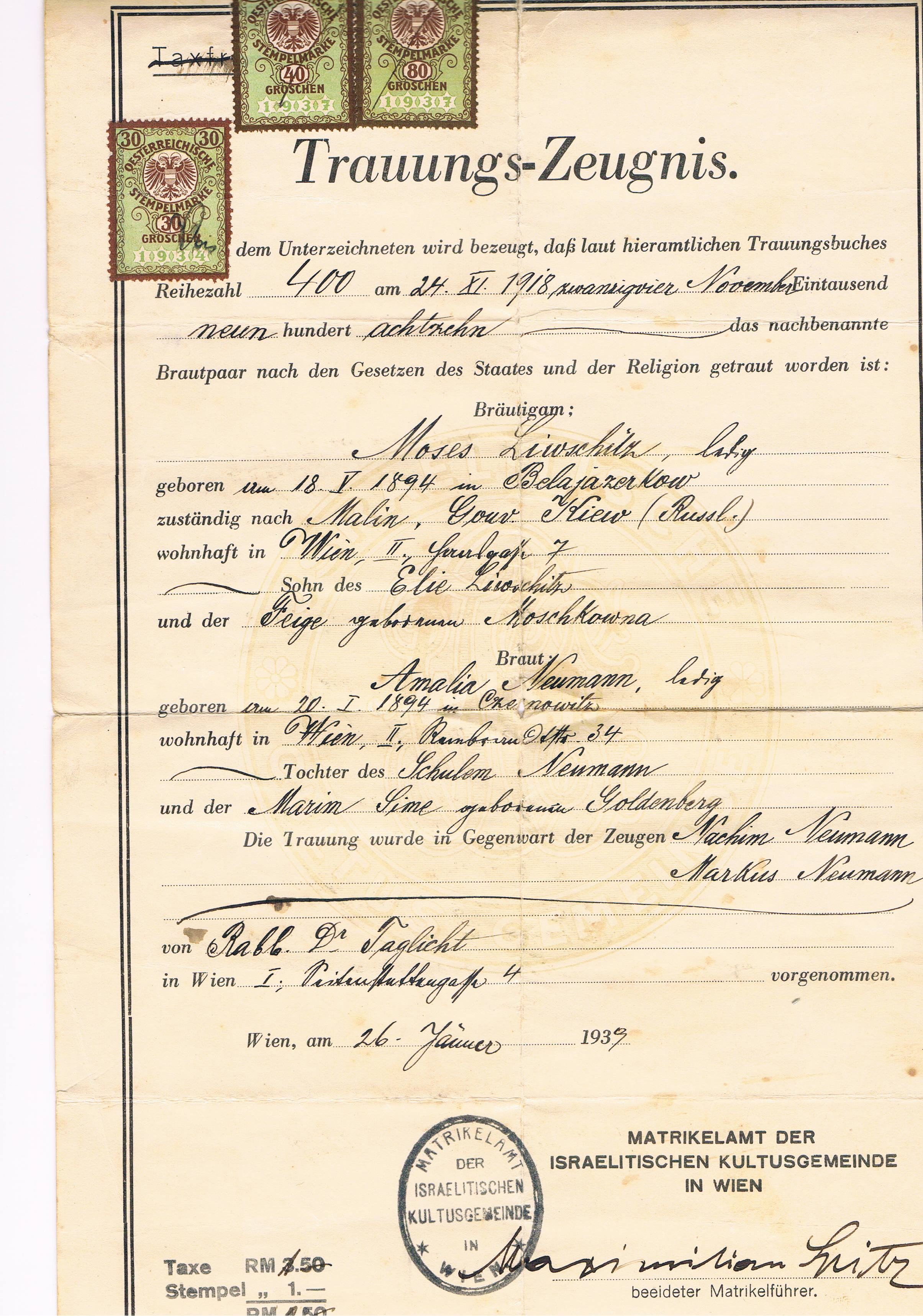
Stempelmarke auf einem Trauungs-Zeugnis
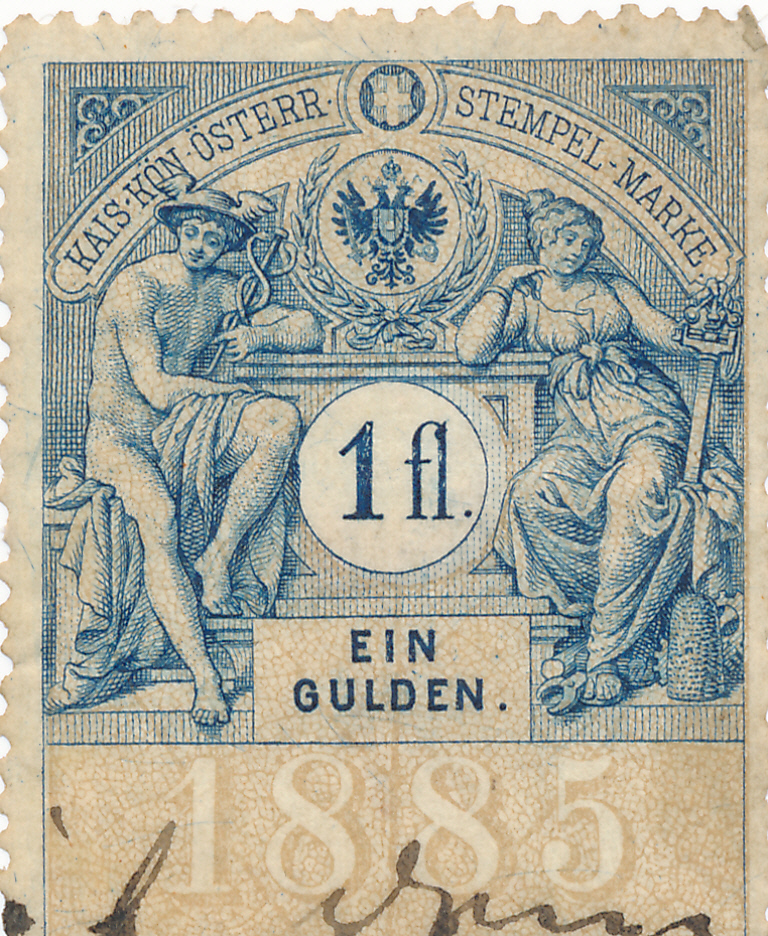
Stempel-Marke Kais. Kön. Österr. 1 Gulden von 1885
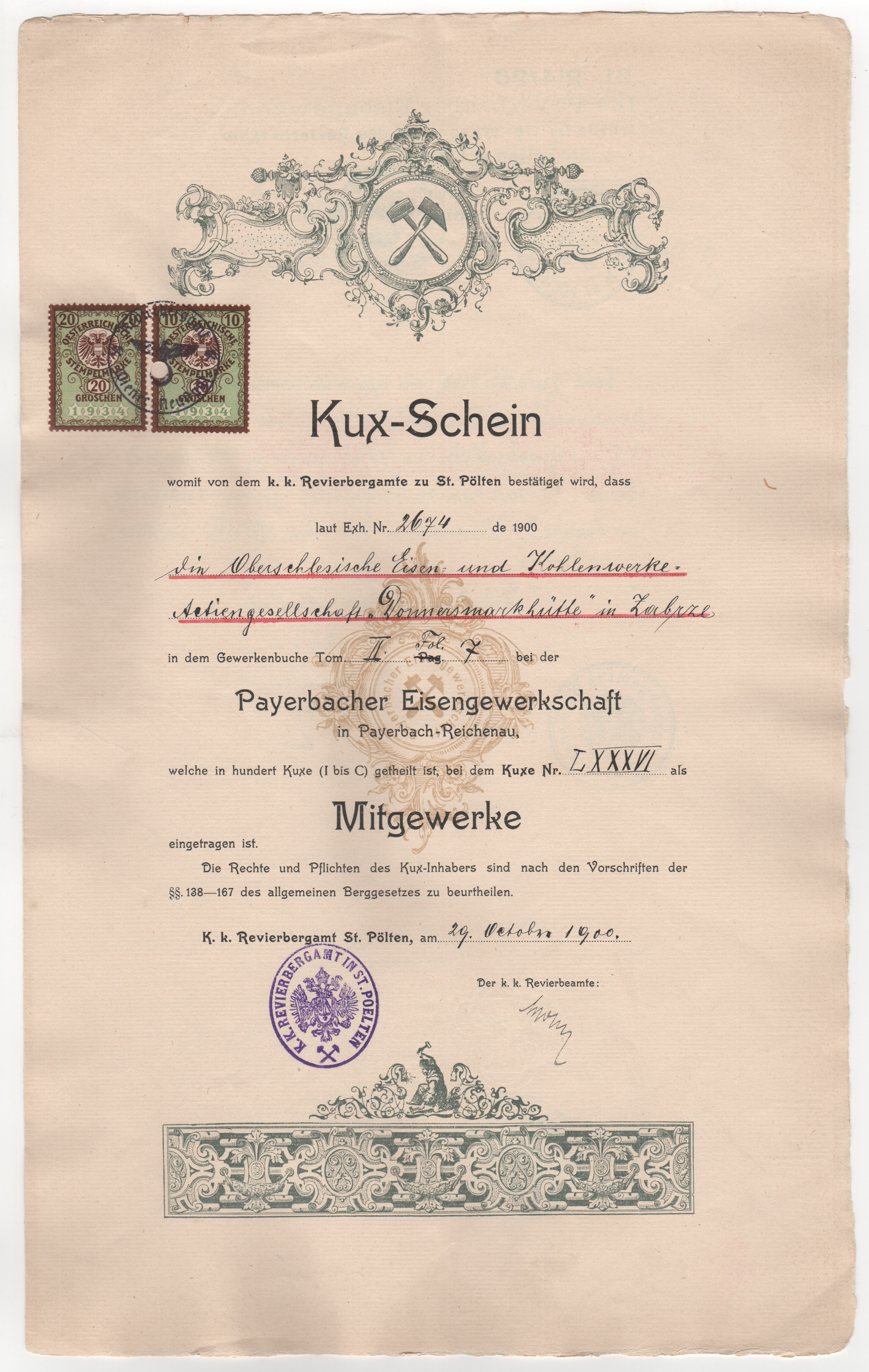
Kux-Schein der Payerbacher Eisengewerkschaft von 1900 mit zwei Stempelmarken von 1934

Die Stempelmarken waren jeweils auf Formulare wie Anträgen oder Ansuchen sowie auf etwaige Beilagen zu kleben und galten damit als Beweis der Entrichtung der notwendigen Gebühr. Es gab diese Marken, ähnlich wie Briefmarken, mit dem jeweiligen Aufdruck des Wertes. Um den korrekten Betrag zu erreichen, war es oft notwendig, durch Stückelung mehrere Marken aufzukleben. Sie mussten entweder durch das Amt, bei dem man etwas einreichte, oder durch die eigene Unterschrift entwertet werden.
Für die Entrichtung von Gerichtsgebühren gab es eigene Stempelmarken mit dem Aufdruck Justiz (so genannte Gerichtskostenmarken).
Zu kaufen gab es die Stempelmarken auf Finanzämtern oder in Trafiken. Gerichtskostenmarken waren bei Gerichten erhältlich.

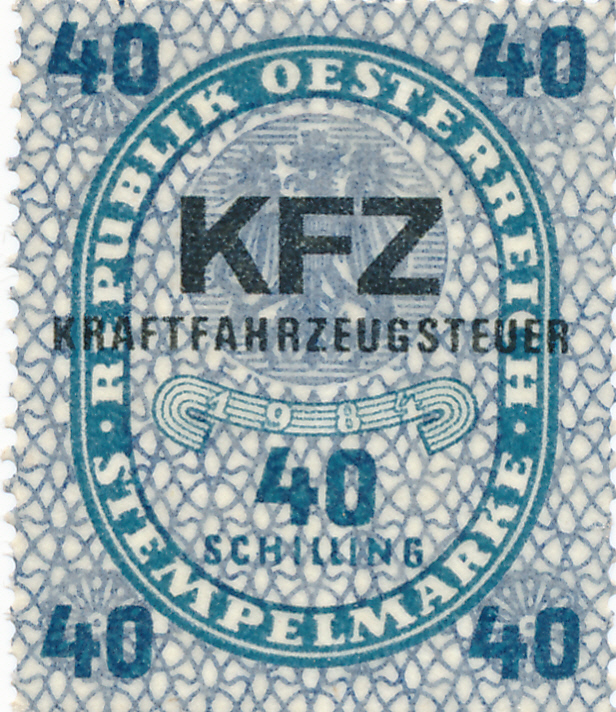
Stempelmarke für Kraftfahrzeugsteuer in Österreich

Im konsularischen Dienst gab es bis 1968 auf Goldkronen lautende Stempelmarken, der Wechselkurs wurde dabei gegenüber ausländischen Währungen im Bundesgesetzblatt kundgemacht, einen Umrechnungskurs zum Schilling gab es nie.
Auch die Kraftfahrzeugsteuer wurde ursprünglich mit normalen Stempelmarken, die in die Steuerkarte geklebt wurden, entrichtet. In den 1970er Jahren wurden für die Kraftfahrzeuge eigene Steuermarken mit dem Aufdruck KFZ für die einzelnen Steuerkategorien eingeführt. Dadurch entfiel das Kleben von mehreren Marken für einen bestimmten Betrag und die Steuerkarte konnte kleiner gestaltet werden.
Akten, die nicht oder unzureichend gestempelt waren, litten laut Amtsdeutsch unter einem Stempelgebrechen. Zur Behebung kam entweder die formlose Ergänzung der fehlenden Stempelmarken oder ein Verwaltungsstrafverfahren in Frage.
Die letzten Stempelmarken-Verwendungen wurden 2002 anlässlich der Umstellung von Schilling- auf Euro-Bargeld abgeschafft. Seitdem erfolgt die Entrichtung dieser Gebühren durch Einzahlung bei der Amtskassa oder Überweisung auf ein Konto der Behörde. Die Kfz-Steuer wurde in Versicherungssteuer II umbenannt und wird nun direkt mit den Prämien von den Versicherungen eingehoben. 
Unter den Nachfolgestaaten Österreich-Ungarns sind Stempelmarken in Ungarn weiterhin in Verwendung. Tschechien beschloss die Abschaffung der Stempelmarken zum Januar 2025.

## Situation in Deutschland

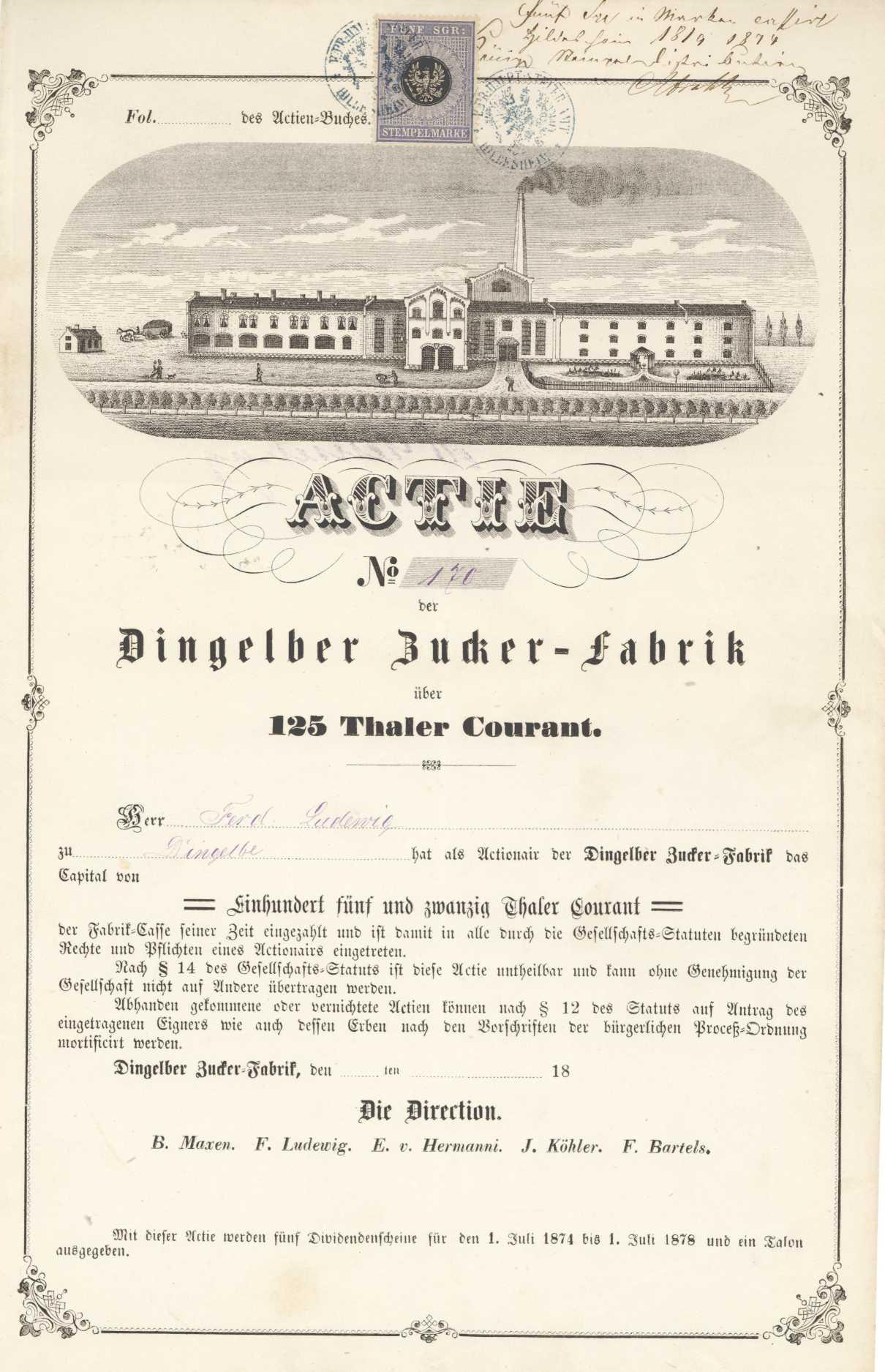
Stempelmarke auf einer Aktie der Dingelber Zucker-Fabrik von 1873
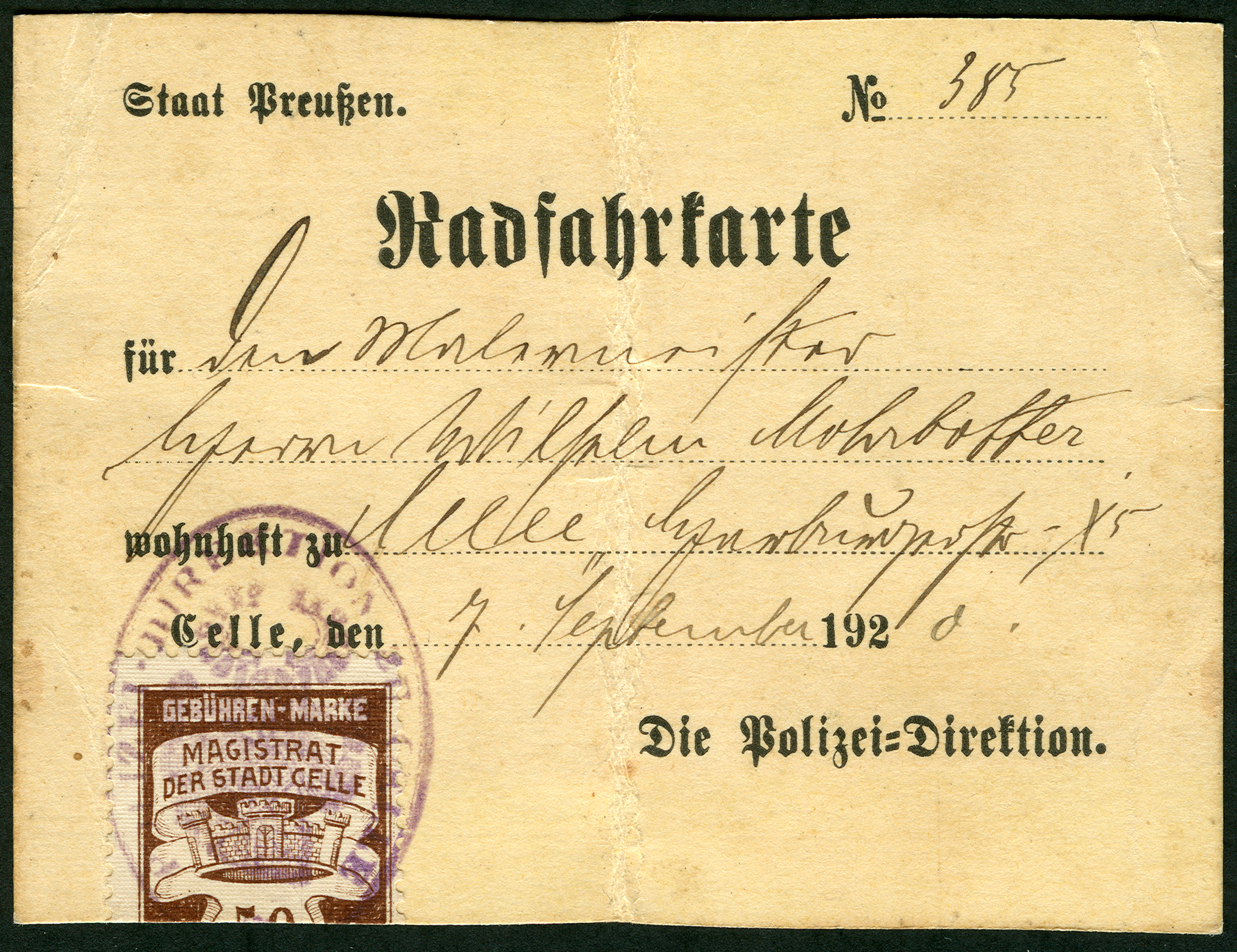
Halbierte „Gebühren-Marke“ des Magistrats der Stadt Celle auf einer Radfahrkarte von 1920, Staat Preußen, die Polizei-Direktion
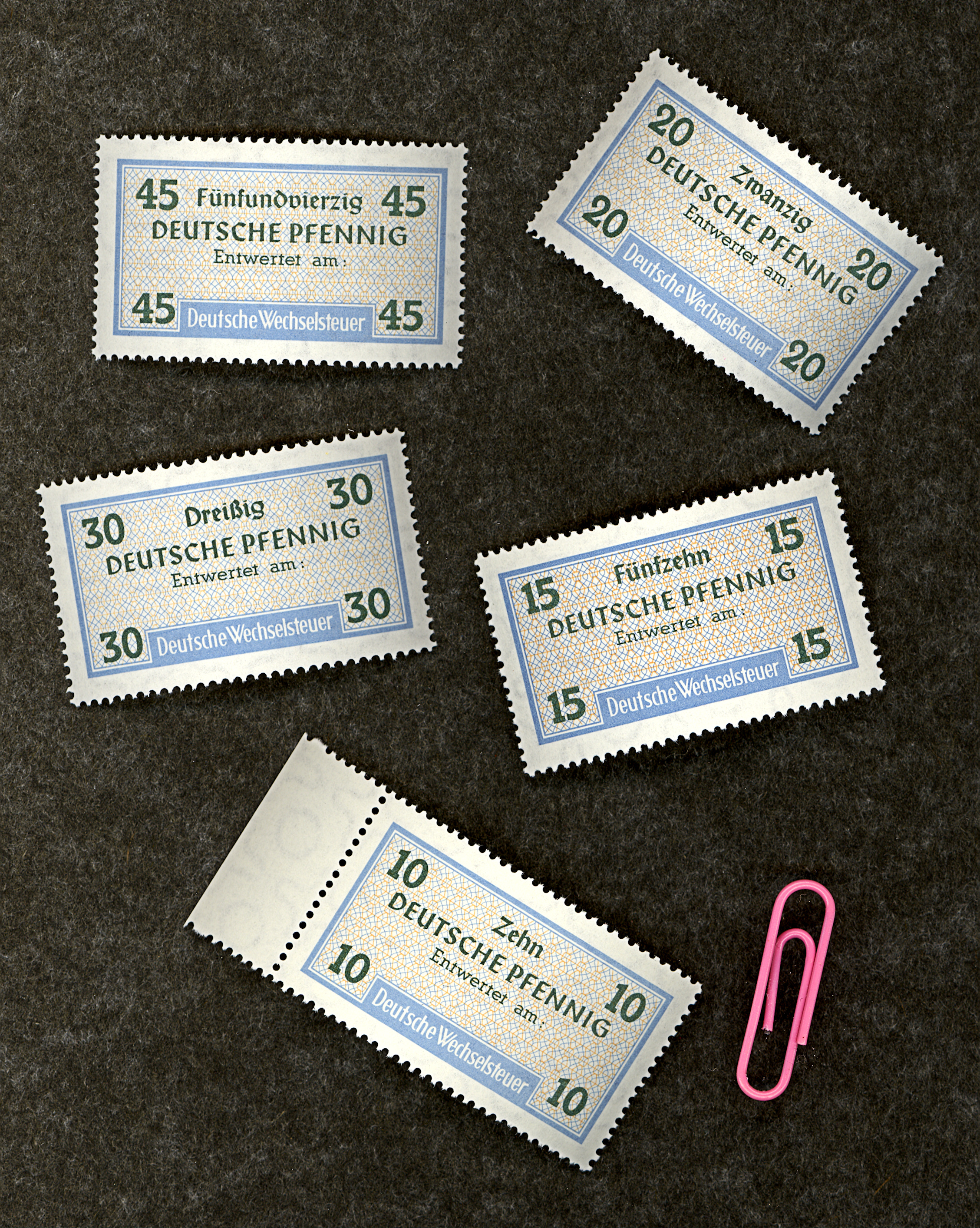
Wechselsteuermarken von 1988
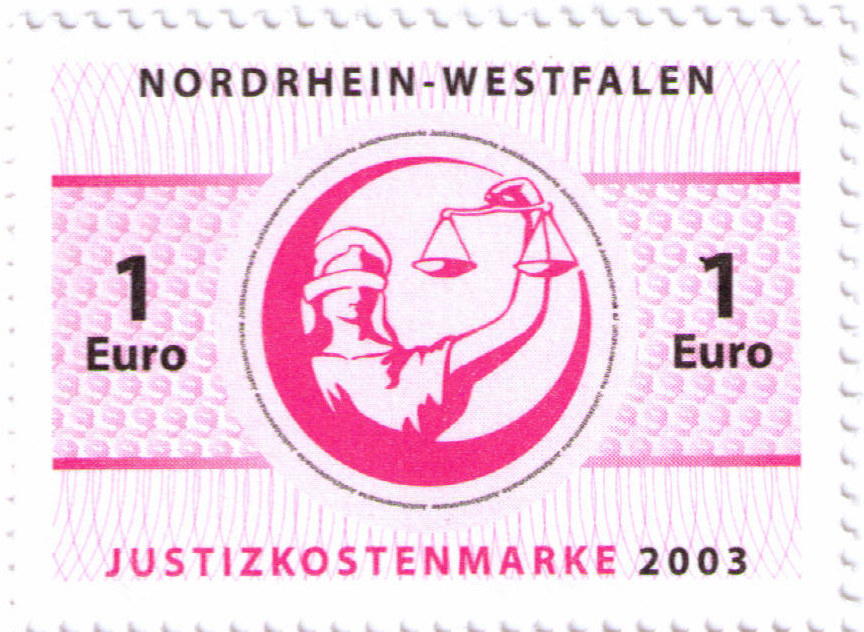
Nordrhein-Westfälische Justizkostenmarke von 2003, 1 €

In der Zeit vom 1. Dezember 1948 bis zum 31. März 1956 wurde das Notopfer Berlin als Steuermarke zum Briefporto geklebt.
Die zum 1. Januar 1992 abgeschaffte Wechselsteuer wurde in Form von eigens dafür gedruckten Wechselsteuermarken bezahlt, die an Postämtern erhältlich waren.
Außerdem wurden bis 2004 Gerichtskostenmarken gedruckt.

## Situation in Frankreich
In Frankreich gibt es die timbre fiscal. Diese wird bis heute genutzt um bestimmte Steuern und staatliche Dienstleistungen zu bezahlen, besteht allerdings seit dem Jahr 2019 nur noch in digitaler Form.